# Oloroso

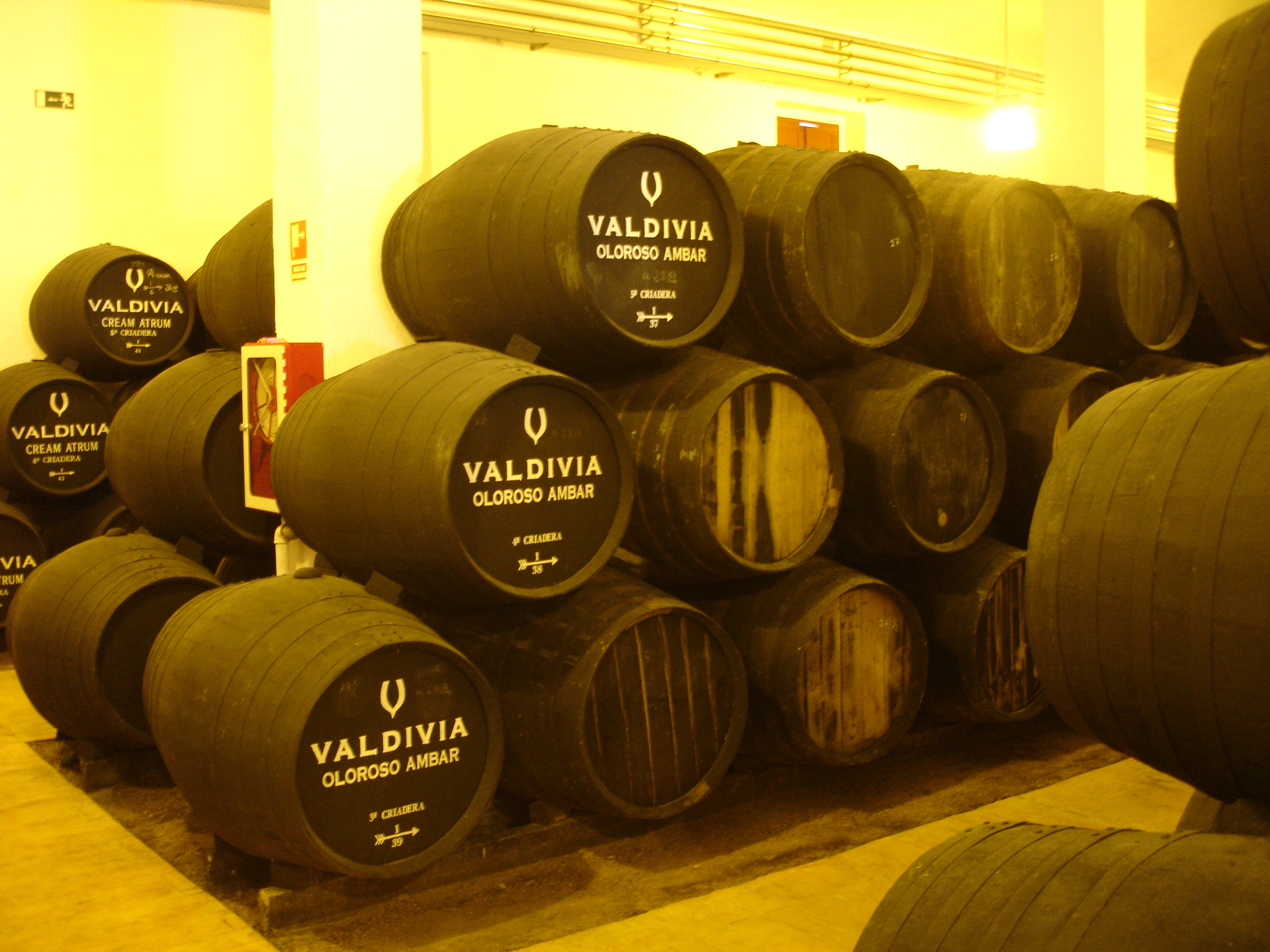
Botas de oloroso en una bodega de Jerez de la Frontera.

El oloroso es un vino generoso propio del Marco de Jerez y de Montilla-Moriles, en Andalucía (España). Obtenido a partir de la uva palomino y Pedro Ximénez, es un vino de color oro oscuro, realmente aromático y con mucho cuerpo, seco o ligeramente abocado y con una graduación alcohólica de entre 18º y 20º, llegando los muy viejos (de entre 30 a 40 años) a los 25º. Hoy en día existen olorosos menos secos, incluso dulces.

## Elaboración
Como se menciona anteriormente, el oloroso se elabora a partir de la uva palomino (en la DO Jerez) o la Pedro Ximénez (en la DO Montilla-Moriles). Primero se obtiene el mosto, siguiendo el mismo proceso que cualquier otro vino. Este vino joven suele tener un contenido alcohólico de 10,5º. En el caso de los vinos de la DO Montilla-Moriles, el contenido alcohólico es de 15° naturales.Es en este punto se clasifican según su calidad y se destinan bien a vinos generosos, bien a vinos de peores.
A los que pasan esta criba, son objeto de una primera clasificación en la que se decide si son dirigidos a olorosos o a vinos finos según sus cualidades. Si van a ser destinados a olorosos, se aumenta la concentración alcohólica hasta los 18º, dicho incremento mata la flor, con lo que el proceso vuelve a ser meramente aeróbico y dará lugar al oloroso. El vino envejecerá según el sistema de Criaderas y Soleras.
Si van a ser destinados a finos se les añade alcohol vínico (no en Montilla-Moriles, ya que la uva que se utiliza la Pedro Ximenez, por su alto contenido en azúcar, permite llegar al grado alcohólico sin añadirle) hasta que alcancen una graduación de 15º aproximadamente, se dice entonces que el vino está encabezado, y pasa a unas botas manufacturadas de roble americano. Dicho alcohol vínico se le añade para destruir los microorganismos que puedan entorpecer la labor del velo de flor. La flor es una capa blanquecina que se forma en la superficie del vino dentro de la bota. Dicha capa la forma el hongo de la levadura, que necesita oxígeno para crecer, por lo que las botas sólo se llenan cinco sextas partes de su capacidad total. La flor aísla el vino del oxígeno, provocando un proceso de envejecimiento anaeróbico que durará de uno a dos años. Esta etapa del proceso es conocida como sobretablas, a cuyo término se realizará una nueva clasificación por parte de los catadores de Jerez, que decidirán si la mezcla continúa a fino o se redirige a oloroso.
Si el vino tiene un punzante pero suave aroma, con recuerdos a almendra y seco al paladar, se destinará a fino, si no, será oloroso.

## Usos

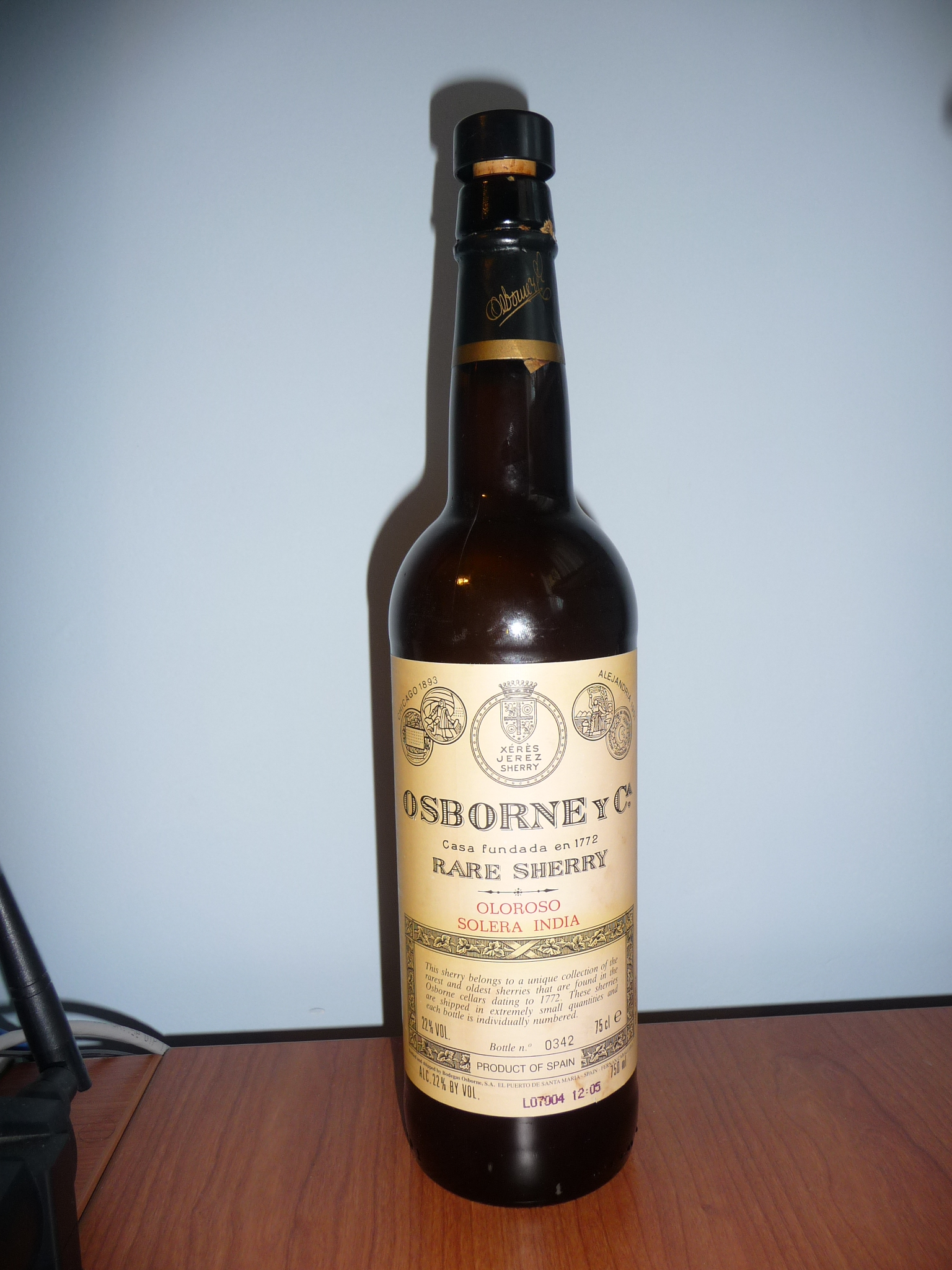
Oloroso viejo

Es un vino para tomar como aperitivo, abre el apetito y sirve para acompañar cualquier tentempié, aunque los entendidos gustan de tomarlo acompañando platos como la caza, setas, y carnes de cazuela.
Actualmente se está extendiendo mucho el maridaje con otros platos, así como su uso en cocina. Por ejemplo en la carne al Oloroso da un sabor muy intenso al plato.
Por último, en Andalucía se usa comúnmente como ingrediente en platos tradicionales como las torrijas.

## Curiosidades
Cuando las botas ya no son aptas para la elaboración de los mencionados vinos, se envían a Escocia principalmente, para que envejezcan los mejores whiskies, otorgando a éstos aromas ajenos al whisky propiamente dicho.